# 聖瑪利亞 (烏伊拉省)
聖瑪利亞是哥倫比亞的城鎮，位於該國西南部，由乌伊拉省負責管轄，距離首府內瓦54公里，始建於1923年，面積378平方公里，海拔高度2,322米，2005年人口10,191，人口密度每平方公里26.96人。
2°57′N 75°39′W / 2.95°N 75.65°W